# L'Hort Tancat
L'Hort Tancat és una masia del municipi de Caseres (Terra Alta) inclosa en l'Inventari del Patrimoni Arquitectònic de Catalunya.

## Descripció
Tipus d'edificació anomenat «torre», molt comú a la Terra Alta, que en unes circumstàncies és d'obra poc cuidada de caràcter rural-agrícola i en d'altres té caràcter defensiu. De planta rectangular, tres plantes i coberta de teula àrab a una vessant, es veuen trossos afegits posteriorment. Està obrada de maçoneria amb reforços de carreu a totes les finestres (llinda i ampit) i porta (de mig punt dovellada). Tota la façana està molt ordenada, la posterior és quasi cega. L'interior és típic d'una casa de camp d'activitat agrícola i ramadera.
A la planta baixa de la planta principal s'aprecia l'antiga existència d'un porxo cobert. Al mateix temps, una finestra va convertir-se en balcó, avui suprimit. Conegut per l'Hort tancat per la presència de murs de rocs, combina l'hort (junt l'Algars) amb la ramaderia d'ovelles.
El gener de 2011, l'ajuntament va suspendre un projecte de transformació en allotjaments turístics.